# Притуляк Олексій Олександрович
Олексій Олександрович Притуляк (нар. 12 січня 1989, м. Дунаївці, Хмельницької області) — український футболіст, півзахисник.
Виступав за: ДЮСШ «Шахтар» Донецьк, «Полісся» Житомир, РВУФК Київ, «Шахтар-U» Донецьк, «Шахтар-д» Донецьк, «Шахтар-3» Донецьк, «Дніпро» Черкаси, «Дніпро» Могильов (Білорусь), «Нива» Тернопіль, ФК «Моршин», «Прикарпаття» (Івано-Франківськ), «Сталі» (Дніпродзержинськ).